# Бразилско бодљикаво прасе
Бразилско бодљикаво прасе (лат. Coendou prehensilis, енгл. Brazilian porcupine) је сисар из реда глодара (Rodentia) и фамилије бодљикави прасићи Новог света (Erethizontidae).

## Угроженост
Ова врста је наведена као последња брига, јер има широко распрострањење и честа је врста.

## Распрострањење
Ареал врсте Coendou prehensilis обухвата већи број држава. 
Врста је присутна у Бразилу, Аргентини, Венецуели, Колумбији, Перуу, Боливији, Парагвају, Гвајани, Суринаму, Тринидаду и Тобагу и Француској Гвајани.

## Станиште
Станиште врсте су шуме.